# Ignacio Ávila
Ignacio Ávila (* 1910 in Jerez de García Salinas, Zacatecas; † 9. Dezember 1980), auch bekannt unter seinem Spitznamen „Calavera“, war ein mexikanischer Fußballspieler, der meistens im offensiven Mittelfeld agierte und nach seiner aktiven Laufbahn vorübergehend als Trainer tätig war.

## Biografie

### Verein
Der im Bundesstaat Zacatecas geborene Ávila kam bereits im Alter von drei Jahren nach Guadalajara, wo er seine Fußballkarriere bei einem Verein namens „Calaveras del Terror“ begann. Dieser war von einer Gruppe Jugendlicher gegründet und in Anlehnung an eine Serie benannt worden, die in den 1920er Jahren in den Kinos lief. Als Ávila erstmals den Verein wechselte, wurde er von seinen neuen Kameraden in Anlehnung an seine Herkunft „Calavera“ (deutsch: Totenkopf) genannt; ein Spitzname, der ihn sein Leben lang begleitete.
In der Saison 1925/26 bestritt Ávila in den Reihen des Club Marte de Algodonal sein erstes Spiel in der Liga Amateur de Jalisco. In der folgenden Saison wechselte er zum Club Deportivo Guadalajara und wurde auch schon bald in die Selección Jalisco berufen. Als diese 1929 einige Spiele in der Hauptstadt bestritt, wurde General Aguirre, Mentor des Club Marte, auf ihn aufmerksam und unterbreitete ihm ein Angebot, das Ávila annahm. Nur ein Jahr später wechselte Ávila zum Club Necaxa, mit dem er mehrere Titel gewann und Teil jener legendären Mannschaft wurde, die als Once hermanos (deutsch: elf Brüder) in die mexikanische Fußballgeschichte einging.

### Nationalmannschaft
Zwischen 1934 und 1938 bestritt Ávila neun Länderspiele für sein Heimatland. Sein Debüt fand im Rahmen eines WM-Qualifikationsspiels gegen Kuba (3:2) am 4. März 1934 statt. Beim alles entscheidenden 2:4 gegen die USA, durch das Mexiko die WM-Teilnahme verpasste, war Ávila ebenso dabei wie bei den Spielen um die Zentralamerikanische Meisterschaft 1935 in El Salvador, die Mexiko souverän (5 Siege mit 29:5 Toren in 5 Spielen) gewann. Sein letztes Länderspiel, das von Mexiko mit 1:0 gewonnen wurde, bestritt er am 14. Februar 1938 in Venezuela.

## Erfolge

### Verein
- Meister der Liga Amateur de Jalisco: 1928, 1929
- Meister der Primera Fuerza: 1933, 1935, 1937, 1938
- Sieger der Copa México: 1933, 1936

### Nationalmannschaft
- Zentralamerikanischer Meister: 1935